# Tanikaze (1940)
Pour les articles homonymes, voir Tanikaze (destroyer).
Le Tanikaze (谷風) (Vent de la vallée en japonais) était un destroyer de classe Kagerō en service de la Marine impériale japonaise pendant la Seconde Guerre mondiale.

## Historique
En juin 1942, le navire est endommagé par des attaques aériennes lors de bataille de Midway. Le 5 juin, sur ordre de l'Amiral Nagumo, le navire part à la recherche d'éventuels survivants du porte-avions Hiryū.
Le Tanikaze est repéré par 61 Dauntless partis à la recherche du Hiryū (coulé environ une heure plus tôt). Le capitaine Motomi Katsumi parvient à éviter la plupart des attaques en manœuvrant en zigzag, le navire rapporte seulement « des dégâts moyens lors d'attaques aériennes faisant 6 morts le 5 juin ». Le navire parvient à rejoindre le port.
Il effectue des missions de transports vers Guadalcanal le reste de l'année. Début 1943, il évacue les forces Japonaises présentes sur l'île dans le cadre de l'opération Ke.
Le 9 juin 1944, le Tanikaze est torpillé et coulé par le sous-marin USS Harder, à 90 milles (144,84096 km) au sud-ouest de Basilan, à la position 5° 42′ N, 120° 41′ E. 114 membres d'équipage ont été tués, 126 survivants, dont le commandant Ikeda, ont été secourus par le destroyer Urakaze, lui-même coulé cinq mois plus tard par le sous-marin USS Sealion, avec la totalité des hommes présents sur le navire.